# Andreas Granqvist
Andreas Granqvist, född 16 april 1985 i Välluvs församling i Malmöhus län, är en svensk före detta fotbollsspelare och numera huvudtränare för Ängelholms FF. Han var lagkapten för det svenska landslaget från 2016 till 2021.

## Klubbkarriär
Granqvist började spela fotboll i Påarps GIF. 1999 värvades han som junior till Helsingborgs IF och 2004 debuterade han i A-laget, där han så småningom blev lagkapten. 
Mellan januari 2007 och juli 2008 spelade Granqvist för Wigan Athletic FC i Premier League. Han spelade 13 matcher från start och blev 3 gånger utsedd till "Man of the Match" och kom med i veckans lag i Premier League. Skador plus att laget senare bytte tränare gjorde att han hade svårt att få speltid. För att få en möjlighet till EM-spel blev han utlånad till Helsingborgs IF under vårsäsongen 2008 och fram till och med EM-slutspelet. 
I juli samma år blev han köpt av det nederländska laget FC Groningen. I Nederländerna gick det bra och han fick mycket speltid. Under säsongen 2008/2009 uppmärksammades han för två snarlika mål i Eredivisie, där han i båda fallen driver bollen från mitten av planen till motståndarnas straffområde och skjuter bollen i mål. Ett av målen gjorde han i sin ligadebut mot FC Utrecht och detta mål rankades som ett av årets mål i Eredivisie. Han blev 2009 uttagen i årets lag både i Voetbal International och Goal Com med höga poäng. Säsongen 2009/2010 utsågs Granqvist till året spelare i Groningen. 
Inför säsongen 2010/2011 fick Groningen en ny tränare och han utsågs därefter till lagkapten. När halva höstsäsongen var spelad ledde han den interna skytteligan. I november månad utsedd som Europas målfarligaste back enligt eredivise live. Ligan avslutades den 16 maj och Groningen gick vidare till playoff genom sin femte plats. Goal Com presenterande årets lag där han var uttagen med detta fina omdöme. 
Han blev sommaren 2011 klar för italienska Genoa CFC och avtackades den 14 augusti 2011 av spelare, ledare och fans i Groningen. Efter två år i Genoa där han efter ett par matcher blev en självklar startspelare och en favorit hos fansen kom nästa klubbyte. 
Sommaren 2013 värvades han till FK Krasnodar i Ryssland. Redan från sin första säsong var han lagkapten. Efter fem års spel i Krasnodar i södra Ryssland hade Granqvist bestämt sig. Utlandskarriären fick vara över.  
28 januari 2018 presenterades Andreas Granqvist som nyförvärv av Helsingborgs IF.
Andreas Granqvist anslöt till laget i Superettan efter Sveriges VM-slutspel och spelade under andra halvan av säsongen. Sedan landslagskaptenens ankomst förlorade man inte en enda ligamatch innan uppflyttningen var säkrad. Den 26 oktober 2018, stod det klart att HIF skulle spela i Allsvenskan året därpå. 
Granqvist var skadedrabbad under vårsäsongen i Allsvenskan med problem i både ljumskar och magen. Klubben slutade på en 10:e plats i Allsvenskan 2019.  Säsongen efter hade Granqvist åter problem med ljumsken. Han spelade bara i en match mot Kalmar den 18 juni 2020. Helsingborg åkte sedan ur Allsvenskan hösten samma år. Granqvist spelade bara två hela matcher med Helsingborg i Superettan 2021. I juli samma år avslutade Granqvist sin karriär, på grund skadorna han hade drabbats av sedan 2019. Den 17 juli 2021 beskrev han sina egna tankar i en intervju med Helsingborgs Dagblad: ”Efter skadan 2019 kunde jag inte göra mig själv rättvisa. Mentalt var det jobbigt och frustrerande att inte kroppen svarade på rätt sätt. Till slut insåg jag att det var inte så här jag ville det skulle vara.[...]”.

## Landslagskarriär
Granqvist debuterade i Sveriges landslag den 23 januari 2006 i träningslandskampen mot Jordanien. 
Han blev uttagen i 23-mannatruppen till EM-slutspelet i Österrike och Schweiz 2008, dock utan att få speltid i mästerskapet. 
Under Lars Lagerbäcks tid som förbundskapten fram till november 2009 fick Granqvist göra fyra inhopp. Erik Hamrén tog över.
Sitt första landslagsmål gjorde Granqvist i EM-kvalmatchen mot San Marino den 7 september 2010, där han blivit inbytt efter att Olof Mellberg utvisats. Då Mellberg sedan var avstängd i efterföljande match borta mot Nederländerna fick Granqvist förtroendet från start. Matchen slutade 4–1 till Nederländerna och han kritiserades för sitt ingripande före Nederländernas 1–0-mål. Dock stod han även för det enda svenska målet i matchen. Det var första gången han startade en tävlingslandskamp, och det blev ytterligare tre EM-kvalmatcher från start.
I EM 2012 startade Granqvist samtliga Sveriges tre gruppspelsmatcher. I den inledande matchen mot Ukraina som mittback bredvid Mellberg, och mot England och Frankrike spelade Granqvist högerback. 
Granqvist inledde som startspelare i VM-kvalet, och spelade i den klassiska kvalmatchen mot Tyskland i Berlin, som slutade 4-4 den 16 oktober 2012. Han startade även våren 2013 i tre VM-kvalmatcher men blev utvisad i matchen mot Färöarna på Friends Arena, och petades senare i höstens alla fem resterande kvalmatcher när Sverige missade Världsmästerskapet i Brasilien 2014. 
Granqvist startade i 9 av de 10 EM-kvalmatcherna, och spelade i de båda playoff-matcherna mot Danmark, där Sverige vann och åter fick medverka i ett Europamästerskap. Han startade i alla tre gruppspelsmatcherna i EM 2016. Det blev det sista mästerskapet med Erik Hamrén som förbundskapten.  
När Janne Andersson tog över sommaren 2016 utsågs Andreas Granqvist till ny lagkapten för landslaget. Granqvist spelade i samtliga VM-kvalmatcher och storspelade när Sverige vann över Italien i playoff-matcherna som tog Sverige till ett nytt mästerskap.
18 juni 2018 i Sveriges VM-premiärmatch mot Sydkorea avgjorde Andreas Granqvist matchen genom en straffspark. Matchen slutade 1-0 till Sverige. 27 juni mötte Sverige Mexiko i den sista gruppspelsmatchen i grupp F. Sverige vann med 3-0 och Andreas Granqvist gjorde ytterligare ett straffmål. Straffen sköt han säkert upp i det vänstra krysset. Det stannade vid en kvartsfinal i VM 2018, men lagkaptenen Andreas Granqvist hyllades stort både i Sverige och utanför, för sina insatser. Tillsammans med Victor Nilsson Lindelöf bildade 33-åringen ett omutligt mittbackspar som gång på gång lyftes fram som en av turneringens mest stabila.
Granqvist startade i 7 av de 10 EM-kvalmatcherna när Sverige kvalificerade sig till mästerskapet. Hans sista landskamp blev mot Rumänien den 15 november 2019. Granqvist togs sedan ut till mästerskapet EM 2020, trots minimalt med speltid på grund av återkommande skador. Förbundskaptenen Janne Andersson motiverade: "Han bidrar med väldigt bra och positiv energi och är klok. Givet de speciella förutsättningar som gäller under detta mästerskap så är det viktiga kvalitéer att ha med oss. Men han kommer med som femte mittback. Jag räknar inte med att han kommer spela särdeles mycket under mästerskapet."
Totalt blev det 88 landskamper och 9 mål för Granqvist i det Svenska landslaget.

### Utmärkelser
Granqvist tilldelades Guldbollen år 2017. Detta satte stopp på Zlatan Ibrahimović tio vinster långa svit.
I juli 2018 blev Andreas Granqvist utnämnd till den 51:e Årets skåning. 

## Tränarkarriär
Inför säsongen 2024 blev Granqvist klar som huvudtränare för Ängelholms FF.

## Privatliv
År 2015 gifte han sig med Sofie Granqvist (född Richter). Paret, som träffades i sena tonåren, har två döttrar, födda 2013 respektive 2018.